# Курмала
Курмала́ (тат. Курмала) — деревня в Балтасинском районе Республики Татарстан, в составе Балтасинского городского поселения.

## География
Деревня находится на левом притоке реки Норма, в 7 км к юго-востоку от районного центра — посёлка городского типа Балтаси.

## История
Окрестности деревни были обитаемы в эпоху неолита, поздней бронзы, о чём свидетельствует археологический памятник — Курмалинское местонахождение.
Деревня Курмала (также была известна под названием Большая Нурма) упоминается в первоисточниках с 1678 года.
В сословном плане, в XVIII веке и вплоть до 1860-х годов жителей деревни причисляли к государственным крестьянам. Их основными занятиями в то время были земледелие, скотоводство, кустарные промыслы.
В «Списке населенных мест по сведениям 1859 года», изданном в 1866 году, населённый пункт упомянут как казённая деревня Нурма-Кармала 2-го стана Казанского уезда Казанской губернии. Располагалась при безымянном ручье, по правую сторону Сибирского почтового тракта, в 104 верстах от уездного и губернского города Казани и в 46 верстах от становой квартиры в заштатном городе Арске. В деревне, в 28 дворах жили 257 человек (134 мужчины и 123 женщины), была мечеть.
По сведениям из первоисточников, в начале XX века в деревне действовали мечеть, мектеб. Земельный надел сельской общины составлял 546,1 десятины.
До 1920 года деревня входила в Балтасинскую волость Казанского уезда Казанской губернии. С 1920 года в составе Арского кантона ТАССР. С 10 августа 1930 года в Тюнтерском, со 2 марта 1932 года в Балтасинском, с 1 февраля 1963 года в Арском, с 12 января 1965 года в Балтасинском районах.
С 1931 года в деревне работали  коллективные сельскохозяйственные предприятия, с 2003 года — сельскохозяйственные предприятия в форме ООО.

## Население
| 1782 | 1834 | 1850 | 1859 | 1897 | 1908 | 1920 | 1926 | 1938 | 1949 | 1958 | 1970 | 1979 | 1989 | 2002 | 2010 | 2015 |
| ---- | ---- | ---- | ---- | ---- | ---- | ---- | ---- | ---- | ---- | ---- | ---- | ---- | ---- | ---- | ---- | ---- |
| 58   | 219  | 253  | 257  | 370  | 400  | 333  | 355  | 312  | 247  | 179  | 167  | 141  | 96   | 118  | 149  | 152  |

Национальный состав деревни — татары.
Согласно результатам переписи 2002 года, в национальной структуре населения села татары составляли 100% из 118 человек.

## Экономика
Жители работают преимущественно в ООО «Сурнай», занимаются скотоводством, полеводством.

## Религия
Мечеть «Гильфан» (с 2000 года).